# Liste der Biografien/Schneider, U
Liste der Biografien |
Portal Biografien |
U Personensuche
# |
A |
B |
C |
D |
E |
F |
G |
H |
I |
J |
K |
L |
M |
N |
O |
P |
Q |
R |
S |
T |
U |
V |
W |
X |
Y |
Z |
?
 
Sa |
Sb |
Sc |
Sd |
Se |
Sf |
Sg |
Sh |
Si |
Sj |
Sk |
Sl |
Sm |
Sn |
So |
Sp |
Sq |
Sr |
Ss |
St |
Su |
Sv |
Sw |
Sy |
Sz
 
Sca–Sce |
Sch |
Sci–Scz
 
Scha |
Schc |
Schd |
Sche |
Schg |
Schi |
Schj |
Schk |
Schl |
Schm |
Schn |
Scho |
Schp |
Schr |
Schs |
Scht |
Schu |
Schv |
Schw |
Schy
 
Schna |
Schne |
Schni |
Schno |
Schnu |
Schny
 
Schneb |
Schnec |
Schned |
Schnee |
Schneg |
Schneh |
Schnei |
Schnek |
Schnel |
Schnep |
Schner |
Schnet |
Schneu |
Schnew |
Schney |
Schnez
 
Schneib |
Schneic |
Schneid |
Schneie |
Schneik |
Schneis |
Schneit
 
Schneida |
Schneide |
Schneidh |
Schneidl |
Schneidm |
Schneidr |
Schneidt
 
Schneidem |
Schneiden |
Schneider |
Schneidew
 
Schneider, A |
Schneider, B |
Schneider, C |
Schneider, D |
Schneider, E |
Schneider, F |
Schneider, G |
Schneider, H |
Schneider, I |
Schneider, J |
Schneider, K |
Schneider, L |
Schneider, M |
Schneider, N |
Schneider, O |
Schneider, P |
Schneider, R |
Schneider, S |
Schneider, T |
Schneider, U |
Schneider, V |
Schneider, W |
Schneider, Y |
Schneiderb |
Schneidere |
Schneiderf |
Schneiderh |
Schneiderl |
Schneiderm |
Schneidero |
Schneiders |
Schneiderw
Die Liste der Biografien führt alle Personen auf, die in der deutschsprachigen Wikipedia einen Artikel haben. Dieses ist eine Teilliste mit 20 Einträgen von Personen, deren Namen mit den Buchstaben „Schneider, U“ beginnt.

## Schneider, U

### Schneider, Ul
- Schneider, Ulrich (* 1911), deutscher Röntgenologe und Hochschullehrer
- Schneider, Ulrich (* 1950), deutscher Kunsthistoriker
- Schneider, Ulrich (* 1954), deutscher Historiker, Bundessprecher der VVN-BdA
- Schneider, Ulrich (* 1958), deutscher SoziallobbyistUlrich Schneider (* 1958)

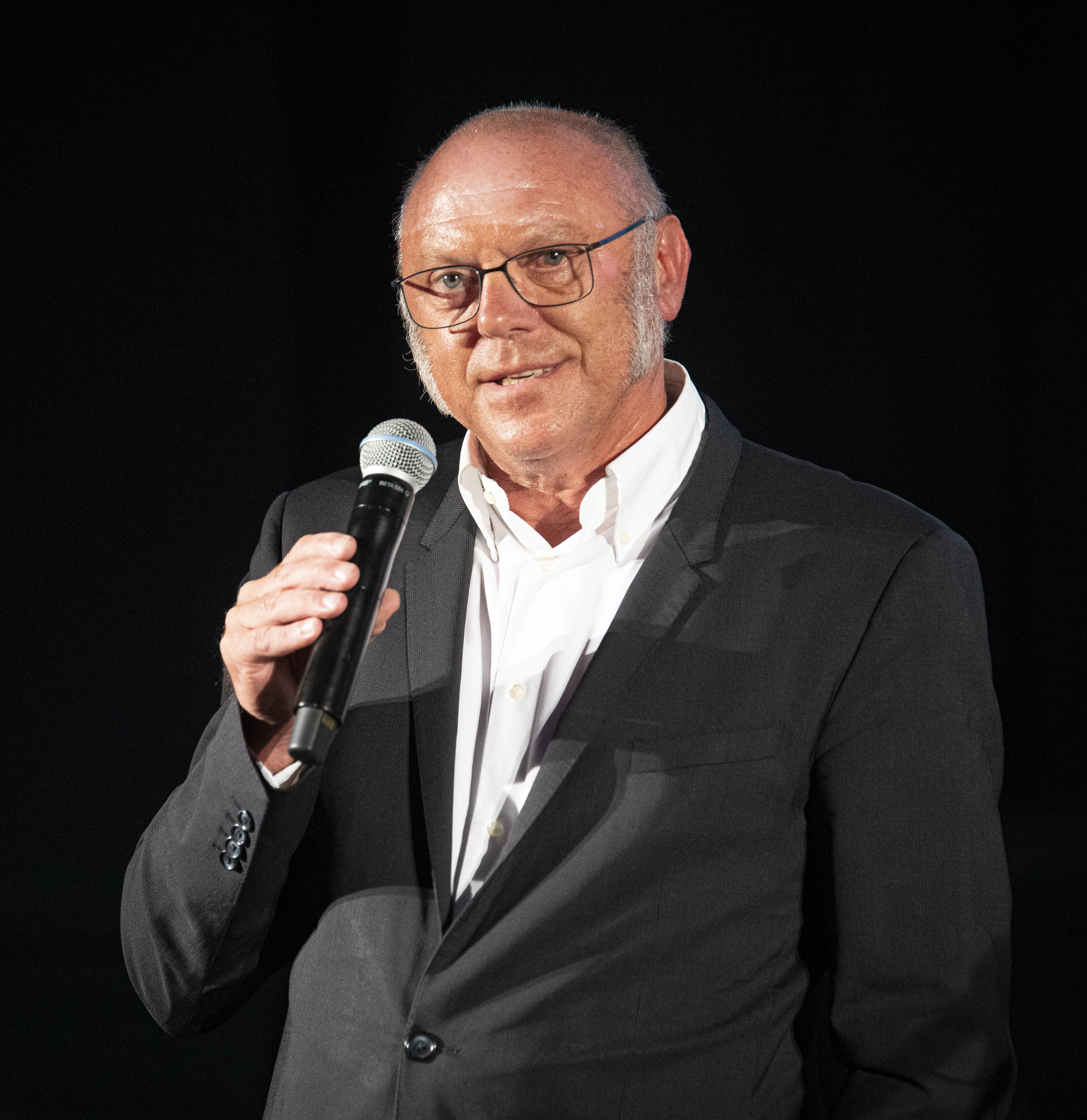
Ulrich Schneider (* 1958)

- Schneider, Ulrich (* 1962), deutscher Kunsthistoriker
- Schneider, Ulrich (* 1972), deutscher Politiker (Bündnis 90/Die Grünen), MdB
- Schneider, Ulrich Johannes (* 1956), deutscher Philosophiehistoriker und Bibliothekar
- Schneider, Ulrike (* 1965), deutsche Romanistin

### Schneider, Ur
- Schneider, Urs (* 1939), Schweizer Violinist und Dirigent
- Schneider, Urs Peter (* 1939), Schweizer Komponist, Pianist und Klavierpädagoge
- Schneider, Ursula (1915–1978), Schweizer Keramikerin, Malerin, Zeichnerin und Architektin
- Schneider, Ursula (* 1956), deutsche Juristin und Richterin am Bundesgerichtshof
- Schneider, Ursula (* 1961), österreichische Architektin

### Schneider, Ut
- Schneider, Ute (* 1960), deutsche Buchwissenschaftlerin
- Schneider, Ute (* 1960), deutsche Neuzeithistorikerin

### Schneider, Uw
- Schneider, Uwe (* 1943), deutscher Kommunalpolitiker (CDU), Genealoge, Heimatforscher und Autor
- Schneider, Uwe (* 1960), deutscher Fußballspieler
- Schneider, Uwe (* 1964), deutscher Hörfunkjournalist und Medienmanager
- Schneider, Uwe (* 1971), deutscher Fußballspieler
- Schneider, Uwe H. (* 1941), deutscher Jurist und Professor an der TU Darmstadt